# Simulium bifenestratum
Simulium bifenestratum es una especie de insecto del género Simulium, familia Simuliidae, orden Diptera.
Fue descrita científicamente por Hamada & Pepinelli, 2004.